# Myriad Genetics
Myriad Genetics, Inc. — американская молекулярная диагностическая компания, базирующаяся в Солт-Лейк-Сити, Юта, США. Myriad использует ряд запатентованных технологий, которые позволяют врачам и пациентам понимать генетическую основу заболевания человека и роль, которую гены играют в возникновении, прогрессировании и лечении заболеваний. Эта информация используется для разработки новых молекулярных диагностических продуктов, которые оценивают риск индивидуального развития заболевания в жизни (прогностическая медицина), выявляют вероятность того, что пациент отреагирует на конкретную лекарственную терапию (прецизионная медицина), оценивают риск развития заболевания и рецидива заболевания (прецизионная медицина) и измеряют активность заболевания.
После открытия Мэри-Клер Кинг, что ген на хромосоме 17 связан с повышенным риском развития рака молочной железы, Myriad попытался запатентовать этот ген.

## История
Глобальный поиск генетической основы рака молочной железы и рака яичников начался в 1988 году. В 1990 году в Американском обществе человеческой генетики, команда учёных во главе с Мэри-Клер Кинг, доктором философии, из Калифорнийского университета в Беркли объявили об обнаружении посредством анализа связи гена, связанного с повышенным риском рака молочной железы (BRCA1). В августе 1994 года Марк Скольник и исследователи из Myriad, наряду с коллегами из Университета Юты, Национального института здоровья (NIH), и McGill University секвенировали BRCA1.
В августе 2016 года Myriad объявила о том, что она приобретает Assurex Health за 410 миллионов долларов для расширения генетического тестирования компании для селекционированных психотропных лекарств.
В июле 2018 года, Myriad завершила приобретение компании Counsyl которая занимается репродуктивным генетическим тестированием за $375 млн.

### Основатели
Основателями Myriad являются Питер Мелдрум (бывший президент и генеральный директор Agridyne и бывший генеральный директор и президент Myriad Genetics, Inc.), Кевин Кимберлин (председатель Spencer Trask & Co.), доктор Уолтер Гилберт (основатель Biogen) и Марк Скольник (дополнительный профессор на кафедре медицинской информатики в Университете штата Юта).